# Panniyannur
Panniyannur là một thị trấn thống kê (census town) của quận Kannur thuộc bang Kerala, Ấn Độ.

## Nhân khẩu
Theo điều tra dân số năm 2001 của Ấn Độ, Panniyannur có dân số 20.860 người. Phái nam chiếm 46% tổng số dân và phái nữ chiếm 54%. Panniyannur có tỷ lệ 86% biết đọc biết viết, cao hơn tỷ lệ trung bình toàn quốc là 59,5%: tỷ lệ cho phái nam là 86%, và tỷ lệ cho phái nữ là 85%. Tại Panniyannur, 11% dân số nhỏ hơn 6 tuổi.